# Educación en Málaga durante la Restauración
Educación en Málaga durante la Restauración
La estructura educativa en Málaga durante la Restauración abarca desde la Restauración monárquica en la figura de Alfonso XII hasta la subida al trono de Alfonso XIII.
La estructura de todo esto estará muy condicionada por la situación económica por la que pasaba la provincia en ese momento. Se ha trabajado el estudio de la provincia en su conjunto, no solo el de la capital, si no también de todos, los pueblos de Málaga. De esta forma se puede llegar a un conocimiento más profundo de la Historia de la Educación en este período. Este artículo consta solamente de una parte, con varios capítulos. En el primero, se hace un recorrido por la economía, la política, la cultura y otros aspectos de la ciudad en esta época, de modo que sirva de introducción a los temas más concretos de la educación, como el analfabetismo, la educación en las distintas clases sociales, el papel de la Iglesia, y la importancia de la enseñanza pública.

## Sociedad malagueña
Demografía de la sociedad malagueña
La evolución de la población de la capital y la provincia son semejantes: aumenta de forma continuada hasta 1887, desciende rápidamente en la década siguiente y se recupera a fin de siglo. Los factores que provocan este descenso global son la epidemia del cólera en 1885 y la emigración. La epidemia afectó sobre todo a pueblos como Antequera, Cuevas de San Marcos, Arenas, Archidona, Cañete la Real, Marbella, Nerja, Torrox, Vélez-Málaga, Junquera, Ojén y Archez. El impacto en Málaga capital fue relativamente menor.
Más peso tuvo la emigración, puesto que la filoxera impulsó al abandono del campo impulsando a la población a emigrar primero a la capital y más tarde hacia el extranjero, sobre todo a Sudamérica.
Economía
Durante el siglo XIX, el desarrollo económico de Málaga se puede dividir en tres fases:
•	La primera etapa corresponde al primer tercio de s. XIX, un tiempo de regresión y de crisis. Entre las causas de esta caída se pueden señalar la Guerra de la Independencia contra Francia y la Guerra de la Independencia Americana. Esta última supuso sufrió el bloqueo inglés de la costa española con la consecuente merma en el comercio atlántico.
•	En una segunda etapa, de 1833 a 1865, se gozó de una gran prosperidad, caracterizada por la reanudación de la actividad comercial unida a un fuerte proceso de industrialización, principalmente industria siderúrgica la textil algodonera.
•	Por último, en la tercera etapa, de 1866 a 1900, aparecen problemas como el paro, la emigración y la pobreza, agudizada por filoxera y la desindustrialización de la otrora pujante economía malagueña.
Política
Una vez restaurada la monarquía, empezó para Málaga un periodo de estabilidad política, similar a la del resto del país.
Málaga no era una excepción dentro del sistema caciquil español, aunque cierto es que no estuvo entre las provincias de mayor corrupción y violencia electoral.
Referente al caciquismo hay que diferenciar entre la situación de la capital y la de los pueblos. Málaga capital mostró ante las elecciones un comportamiento similar al de las capitales más importantes del Estado, mientras que en los distritos rurales, fueron en general dóciles y las elecciones apenas suponían confrontación entre los partidos políticos.
Cabe destacar malagueños con un fuerte peso en la política de la época, como Cánovas del Castillo o Romero Roblero, recordado como uno de los más destacados “electoreros” por su habilidad para preparar las elecciones.
La Iglesia
La iglesia en la España de la Restauración ocupó un lugar privilegiado. La presencia de la Iglesia, representada en la capital por la figura del obispo, es una constante en todos los actos importantes.
La Iglesia se dedicó a tareas educativas y a labores de beneficencia, como atención a
expósitos o intentos de suprimir la mendicidad y la esclavitud. También intervino en algún conflicto social, como en la huelga de las tejedoras de "Industria Malagueña” de 1890.
La Iglesia, siempre presente en la vida del pueblo (por ejemplo a través de las rogativas), desempeñó a menudo el papel de censor, casi de inquisidor, prohibiendo libros, folletos y revistas “impías o indiferentes en religión”, y recomendando aquellas publicaciones que difunden entre el pueblo "una sana lectura moral y religiosa”.
A finales del siglo XIX y principios del XX, se fueron instalando órdenes religiosas en Málaga para dedicarse a la enseñanza.
Clases sociales
La clase medias de Málaga estaba constituidas por colectivos de límites imprecisos. Era una pequeña burguesía hogareña y conservadora, defensora de los valores familiares, sociales y religiosos tradicionales. 
Había un sector que se encontraba en mejores situación económicas y  tenía una mayor influencia social, como era el caso de los médicos y los abogados.
Málaga era una ciudad abierta, con muchas gentes por las calles, con muchos extranjeros afincados y gentes de paso. Era un ambiente lleno de contrastes, viendo por un lado, las actividades de la clase alta de la sociedad, sus refinamientos y lujos, y, en el polo opuesto, la miseria de los más pobres.
La vida familiar y laboral de las familias más desfavorecidas era se caracterizaba por el hacimiento y la falta de higiene en sus pequeñas casas, lo que, en no pocas ocasiones, propició el desarrollo de todo tipo de enfermedades.
El perímetro de Málaga creció principalmente hacia el oeste, aumentando en población los barrios de la Trinidad y El Perchel, que acabaron convirtiéndose en zonas obreras.
Dos de los rasgos de la ciudad eran la mendicidad y la criminalidad, lacras que no fueron fáciles de solucionar.
Con respecto a la educación, también podía hacerse una distinción entre clases sociales; de un lado, las clases dominantes, que tenían acceso a una determinada educación; por otro, las clases populares, con intereses más primarios, centradas como estaban en lograr mayores retribuciones y mejores condiciones en su trabajo. No obstante, pidieron en alguna ocasión la creación de escuelas públicas en los barrios obreros y en los partidos rurales.
Analfabetismo 
Málaga estaba entre las provincias de España con mayor índice de analfabetos. 
Aunque el analfabetismo de la mujer disminuyó, a nivel nacional, más deprisa que el de los hombres, en Málaga no fue así, siendo muy pareja la disminución del analfabetismo en ambos sexos. A lo largo del siglo XIX, la situación de Málaga con respecto al resto de España fue empeorando. En 1869 solo había ocho provincias con mayor porcentaje de analfabetos. En Málaga, el 84,09% de la población no sabía leer ni escribir.
Desgraciadamente, este progresivo empeoramiento continuó en el siglo XX. En 1910, la provincia de Málaga era la que tenía un mayor índice de analfabetos, el 74,40% frente al 59,30 % del resto del país. Tal situación se intentó paliar con la creación de escuelas públicas, mayor en Málaga que el conjunto de España. Respecto a densidad de escuelas, en 1880 había una escuela pública por cada 1.636 habitantes, siendo la media nacional una por cada 736 habitantes. De 1877 a 1900, aumentaron menos las escuelas de niños que las de niñas, lo que refleja un mayor interés por la educación de las niñas y fue una de las causas que provocaron que la disminución del analfabetismo de las chicas fuera más rápido que en el caso de los chicos.
La Educación en las distintas clases sociales
El sistema educativo era un instrumento de control social que indicaba a cada una de las clases sociales cuáles eran sus funciones en la sociedad. El sistema de enseñanza tenía como uno de sus objetivos el mantenimiento de una estructura clasista con dos clases bien definidas: por una parte, la que solo recibía la primera enseñanza elemental y, por otra, la que cursaba estudios medios y superiores.
Los alumnos que asistían a las escuelas primarias públicas y los que no asistían a ninguna serían los miembros de la clase popular, mientras que los que acudían a las escuelas primarias privadas, eran los miembros de las clases medias y altas.
El estudio del bachiller fue en Málaga algo enormemente restringido que solo alcanzaba a una minoría de la población, lo que no nos puede extrañar dada la estructura social de la provincia, con una inmensa proporción de clase obrera, con una pequeña proporción de clase alta y una reducidísima clase media, de forma que sería la clase alta la que cursaría la segunda enseñanza en los colegios privados de la provincia, dejando a los institutos vacíos por la clase obrera.
La situación del profesorado en los distintos niveles fue también diferente. Así los maestros de las escuelas públicas estuvieron condenados a la mayor de las miserias, a pesar de las múltiples declaraciones de las autoridades locales exaltando la figura y el papel social del profesorado público, hasta que el Estado decidió asumir el pago su sueldo.
Las escuelas públicas estaban destinadas a las clases menos acomodadas, a los hijos de los obreros, que no podían pagar nada por la educación de sus hijos, a los que sus padres no podían llevar a los colegios particulares. Las escuelas públicas se ocupaban sobre todo de los alumnos que solo iban a recibir unos conocimientos elementales y los necesarios hábitos sociales y morales .
Además de ofrecerse una educación diferente según la clase social del alumno, otro elemento que también provocaba diferencias era el sexo de los alumnos. Para las niñas de clases sociales superiores, la enseñanza correspondía a lo que se consideraba que debía aprender una “señorita”. El estudio del bachillerato aunque abierto legalmente a la mujer, solo fue seguido por las jóvenes malagueñas que frecuentaron colegios privados. Tenemos, pues, una educación clasista y discriminatoria en cuanto al género.
La Iglesia y la Educación
La acción de la Iglesia como educadora puede verse desde diferentes puntos de vista. Tenemos, por una parte, la acción directa que ejerció a través de sus centros de enseñanza. Por otra, hay que considerar la labor de educación difusa que realizaba a través de las múltiples vías que tenía para ello: catequesis, sermones, etc. La influencia de estas actividades fue enorme en la sociedad malagueña.
La iglesia concedía gran importancia a la educación, pero siempre conforme a los principios del dogma católico, que le otorgaba el papel de redentora de todos los males de la sociedad.
En este sentido, cualquier ocasión era aprovechada para recordar a sus fieles la importancia de que la educación fuera en todo acorde con la moral católica y las consecuencias que se podían desprender para la sociedad de no seguirse tales principios.
La Iglesia pedía a los maestros la asistencia de todo el alumnado a la misa parroquial. Las clases de religión y moral eran diarias en las escuelas y se impedía que las cátedras fueran desempeñadas por profesores hostiles a la fe católica. Además se dispuso que en las universidades la asignatura obligatoria de religión y moral fuera explicada por una persona competente.

## La primera enseñanza pública
El sistema educativo español ya estaba en la Restauración dividido en los tres niveles clásicos: primario secundario y superior. El primer nivel era obligatorio para todos y gratuito para los que no pudieran pagarlo, los Ayuntamientos eran los encargados del sostenimiento de las escuelas públicas que pretendían responder al derecho, también teórico, de toda la población a recibir una instrucción elemental.
Las cifras de absentismo en las escuelas y las de analfabetos demuestran asta que punto no se aplicó el principio de obligatoriedad.  Lo largo de la Restauración se pidió repetidamente que el estado se hiciera cargo del sostenimiento de la primera enseñanza pública y fue precisamente a final del periodo que abarca este trabajo cuando ese deseo se hizo realidad.
La primera enseñanza estuvo regulada por normas derivadas de la organización establecida por la ley Moyano. Se mantuvieron dos niveles en la primera enseñanza, elemental y superior.
Al contrario de lo que ocurría en la segunda enseñanza, en la primera la mayor parte de las escuelas eran públicas. Las escuelas estaban abiertas todos los días del año, excepto los domingos y los días festivos, por la mañana y por la tarde, aunque en el verano se suprimían las clases de la tarde bebido al calor. La ley del 16 de julio de 1887 estableció 45 días de vacaciones anuales.
Los contenidos de la primera enseñanza varían también marcados por la ley Moyano. En las escuelas elementales completas el currículo estaba formado por doctrina cristiana y nociones de historia sagrada, lectura, escritura, principios de gramática castellana, principios de aritmética y breves nociones de agricultura, industria y comercio sustituidas por la enseñanza de las labores en las escuelas de niñas.
En las escuelas superiores, además de estas materias, se introducen rudimentos de geografía e historia, especialmente de España, principios de geometría, dibujo lineal y agrimensura y nociones generales de física y de historia natural, sustituyendo los principios y las nociones citadas por elementos de dibujo aplicados a las labores y ligeras nociones de higiene doméstica en las escuelas superiores de niñas.
Los resultados de la enseñanza en las escuelas estaban condicionados por las condiciones materiales en que se desarrollaba la labor de los maestros.

### Condiciones materiales
Una de las mayores deficiencias que existían era la de los locales habilitados para escuelas, consistían en casas que se daban para este destino y no edificios construidos con ese fin.
Las escuelas de la capital y de la provincia, vivían un continuo peregrinar de local en local sin cambios ni mejoras. En las poblaciones grandes la situación era similar esta.
Los locales de las escuelas públicas de la capital eran todos alquilados, excepto el de la escuela de San Andrés que era cedido gratuitamente y el de Santa Ana.
El material en las escuelas públicas de Málaga puede ser calificado, en la Restauración, de escaso y malo, al igual que el de la enseñanza que se ofrecía. El material de cada escuela puede dividirse en materia fijo y material para la enseñanza de las distintas materias. Para los gastos de material, cada maestro contaba, anualmente, con una cantidad igual a la cuarta parte de su sueldo.

### Los maestros
El sueldo que debía de recibir cada maestro oscilaba, según el Art.191 de la Ley Moyano, de 625 pesetas anuales en los pueblos que tenían de 500 a 1.000 habitantes y de 2.000 euros en los que tenían más de 40.000. Mientras que a las maestras les correspondía un tercio menos. A los maestros y maestras de escuelas superiores, les correspondían 250 euros más que a los de las escuelas elementales de la localidad.
En cuanto a la titulación, destaca el elevado porcentaje de las maestras con título. Tienen título un 95% de las maestras y un 54% los maestros.
La Ley Moyano no recogía la figura de los maestros auxiliares o ayudantes, pero estos fueron apareciendo en las escuelas en las que la asistencia era muy numerosa. Eran plazas de creación voluntaria por parte de los ayuntamientos. En la mayoría de las escuelas públicas de la provincia no había auxiliares. Pero durante la Restauración, el número de ayudantes en las escuelas públicas fue elevado, no solo porque la asistencia fuera alta, sino porque las condiciones de los locales obligaban a tener a los niños en varias habitaciones, hecho que hacía necesaria la presencia de estos auxiliares. 
Podemos decir, que los auxiliares estaban en peor situación que los maestros desde todos los puntos de vista, cobraban menos y las plazas podían ser suprimidas fácilmente. Esta situación mejoró ligeramente tras 1892, que ocuparon sus plazas por oposición y empezaron a cobrar 1.375 euros anuales.

### El alumnado
La escasa asistencia de los alumnos a la escuela pública fue otra de la constante de la primera enseñanza en la provincia. Es cierto, que gran parte de la población no tenía posibilidad de asistir a una escuela pública. Las cifras de matriculados en escuelas públicas fueron bajas.
Los porcentajes de asistencia de las niñas son menores que los de los niños, esto sucede tanto en España como en Málaga. Las diferencias de la asistencia a cada tipo de escuela son enormes. El mayor porcentaje de asistencia se da en las escuelas superiores.

## Métodos
El método empleado por los maestros en la escuelas públicas era el mixto, una mezcla del mutuo y del simultáneo, se destaca la escasa utilización del método individual y mutuo.
Los recursos para mantener la disciplina y la atención de los niños llevan al tema, tan debatido en toda la literatura pedagógica, de los premios y los castigos.
Los exámenes eran fundamentalmente memorísticos, se premiaba la cantidad de conocimientos de los alumnos, también se tenía en cuenta la asistencia y la buena conducta.